# 埃南那图姆二世
埃南那图姆二世（英語：Enanatum II），（约公元前24世纪前后在位），拉格什国王。继承恩美铁那之位，为乌尔南什的后裔与其家族的末代君主。上台后无力控制拉格什局面，导致阶级矛盾加剧，社会动荡不安。约在位仅4年即为高级祭司恩嫩塔尔西所取代。

## 扩展阅读
- The University of Pennsylvania Museum; Beijing World Art Museum.  1st. Beijing: Heritage Press. Feb 2007. ISBN 978-7-5010-2112-3 （中文）.

| 前任： 恩美铁那 | 美索不达米亚王朝表 | 继任： 恩嫩塔尔西 |